# Lasioptera kallstroemia
Lasioptera kallstroemia är en tvåvingeart som beskrevs av Ephraim Porter Felt 1935. Lasioptera kallstroemia ingår i släktet Lasioptera och familjen gallmyggor.
Artens utbredningsområde är Texas. Inga underarter finns listade i Catalogue of Life.